# 三重県道516号長島港線
三重県道516号長島港線（みえけんどう516ごう ながしまこうせん）は、三重県紀北町を通る一般県道である。

## 概要
長島港から北牟婁郡紀北町長島に至る。港町の街中を通る1車線と2車線の混在する路線である。
長島港江ノ浦に架かる江ノ浦大橋を越えた先には三重県道581号長島港古里線がある。

### 路線データ
- 起点：北牟婁郡紀北町長島（長島港）
- 終点：北牟婁郡紀北町長島（長島トンネル北交差点、国道42号交点）
- 総延長：1,335 m

## 地理

### 通過する自治体
- 三重県
  - 北牟婁郡紀北町

### 交差する道路
| 交差する道路              | 交差する場所 | 交差する場所                |
| ------------------------- | ------------ | --------------------------- |
| 三重県道766号城ノ浜山居線 | 長島         |                             |
| 国道42号                  | 長島         | 長島トンネル北交差点 / 終点 |

### 沿線
- 長島港（江ノ浦）
- 紀伊長島郵便局
- 紀北町紀伊長島郷土資料館